# João Fontes
João Fontes de Faria Fernandes (Aracaju, 1 de junho de 1958) é um advogado e político brasileiro filiado ao Partido Renovação Democrática (PRD). Foi deputado federal por Sergipe entre fevereiro de 2003 e janeiro de 2007.
Deixou a Câmara dos Deputados em janeiro de 2007, ao final da legislatura. Ainda nesse ano ingressou no Partido Popular Socialista (PPS) e em 2009 assumiu a presidência da agremiação em Sergipe.
Formou-se em direito na Universidade Federal de Sergipe na década de 1970. Entre 1979 e 1982 ocupou uma diretoria na Secretaria de Segurança Pública de Sergipe, no governo de Augusto Franco, e nesse último ano foi nomeado advogado da Empresa Energética de Sergipe (Energipe), que viria a presidir de 1987 a 1989. Atuou também nos meios sindicais e foi secretário-geral do Sindicato dos Eletricitários de Aracaju entre 1985 e 1987.
Ainda em 1987, filiou-se ao Partido Liberal (PL) e tornou-se presidente da executiva regional da agremiação. Em 1996 deixou o PL e ingressou no Partido Socialista Brasileiro (PSB). No ano seguinte, foi nomeado presidente da Fundação Municipal de Cultura, Turismo e Esporte (Funcaju) pelo recém-empossado prefeito de Aracaju, João Augusto Gama, do Partido do Movimento Democrático Brasileiro (PMDB). Permaneceu à frente da Funcaju até 1999. Nesse mesmo ano, filiou-se ao Partido dos Trabalhadores (PT) e assumiu o cargo de procurador no conselho de leigos da Arquidiocese de Aracaju.
Em outubro de 2002, foi eleito deputado federal por Sergipe na legenda do PT. Assumiu o mandato em fevereiro de 2003 e tornou-se membro da Comissão de Constituição, Justiça e de Redação, da Comissão de Legislação Participativa, e da Comissão de Trabalho, Administração e Serviço Público. Em maio, durante os debates que antecederam as votações da reforma da previdência, distribuiu um vídeo gravado na década de 1980 em que aparecia o então deputado federal Luiz Inácio Lula da Silva atacando o presidente da República José Sarney, bem como a ideia de reforma previdenciária. Ainda nesse mês foi afastado, junto com Luciana Genro, do PT gaúcho, da Comissão de Constituição e Justiça da Câmara pela liderança do partido. Pouco depois, sofreu um processo de expulsão movido pelo diretório nacional petista. Em julho votou contra a reforma da previdência, que propunha a contribuição dos inativos e a elevação da idade mínima para a aposentadoria, contrariando a decisão da bancada do PT.
Em dezembro de 2003, foi expulso do PT juntamente com a senadora Heloísa Helena (AL) e com os deputados federais Luciana Genro e João Batista, o “Babá” (PA). Na votação, 55 membros do diretório nacional se pronunciaram a favor da expulsão, 27 contra, e houve uma abstenção. Foi o único expulso por rito sumário, justificado pela direção do partido em razão do episódio da fita de vídeo, que foi considerado uma ofensa ao presidente Lula. Em sua defesa, argumentou que em nenhum momento teve a intenção de caluniar o presidente, embora não concordasse com a orientação política do governo, sobretudo no que dizia respeito à política econômica.
Ficou sem filiação partidária até 2005, quando ingressou no Partido Democrático Trabalhista (PDT). No ano seguinte, integrou a Comissão Parlamentar de Inquérito (CPI) das Privatizações e a CPI dos Sanguessugas, responsável por investigar o esquema de compra de ambulâncias com desvirtuamento de emenda parlamentar.
No pleito de outubro de 2006 candidatou-se ao governo de Sergipe na legenda do PDT e obteve pouco mais de 2% dos votos válidos. Deixou a Câmara dos Deputados em janeiro de 2007, ao final da legislatura. Ainda nesse ano ingressou no Partido Popular Socialista (PPS) e em 2009 assumiu a presidência da agremiação em Sergipe.
Casou-se com Helane Cardoso Mendonça Fernandes, com quem teve uma filha.